# Rugby sevens
Rugby 7s, rugby de sete, râguebi de sete (português europeu) ou rúgbi de sete (português brasileiro) é uma variante do rugby sancionada pela World Rugby jogado com apenas sete jogadores em cada time e em dois tempos de sete minutos cada.
O rugby de sete é bastante popular na Europa, na Oceania e em alguns países da Ásia. Em geral, a variação exige mais destreza dos jogadores, por essa razão eles geralmente são mais leves e rápidos comparados aos do rugby XV.
A grande vantagem que o rugby de sete possui é o fato do jogo e das competições serem disputadas em um curto período de tempo, uma competição de rugby de sete dura geralmente um ou dois dias. Em países em que o rugby tem pouca popularidade geralmente usa-se o rugby de sete em jogos de exibição para promover o esporte. Por estes motivos, o Rugby Sevens foi escolhido para se tornar a variante Olímpica do Rugby, começando pelas Olímpiadas de 2016, a última vez quando o rugby foi um esporte Olímpico foi nos Jogos Olímpicos 1924 com a variante Union. 

## História

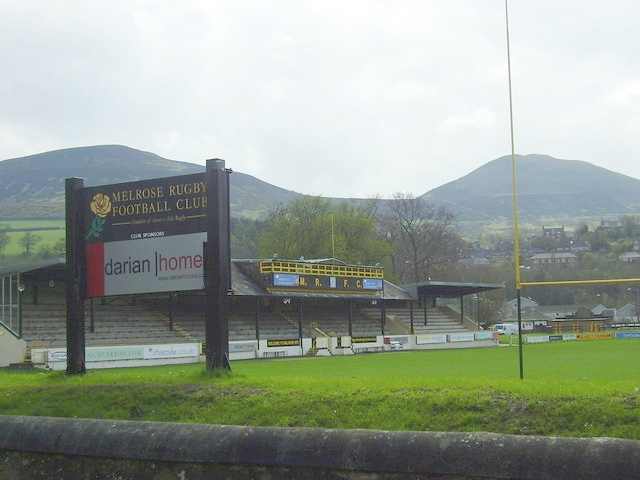
Campo do Melrose Rugby Football Club na Escócia, onde nasceu o rugby sevens.

O rugby sevens foi criado em 1883 por Ned Haig na cidade Melrose na Escócia como um evento de arrecadação de fundos para o seu clube o Melrose Rugby Football Club que também incluía outras competições associadas ao rugby como corridas com a bola, campeonato de drop kicks, campeonato de dribles, além da Melrose Cup de rugby sevens como campeonato principal onde participaram 8 clubes. O grande sucesso do campeonato fez com que a modalidade se espalhasse por outras cidades.

Até hoje, a Melrose Cup é disputada anualmente na Escócia como parte do circuito Borders Sevens contando inclusivamente com a participação de equipes do Japão, do Uruguai e da África do Sul.

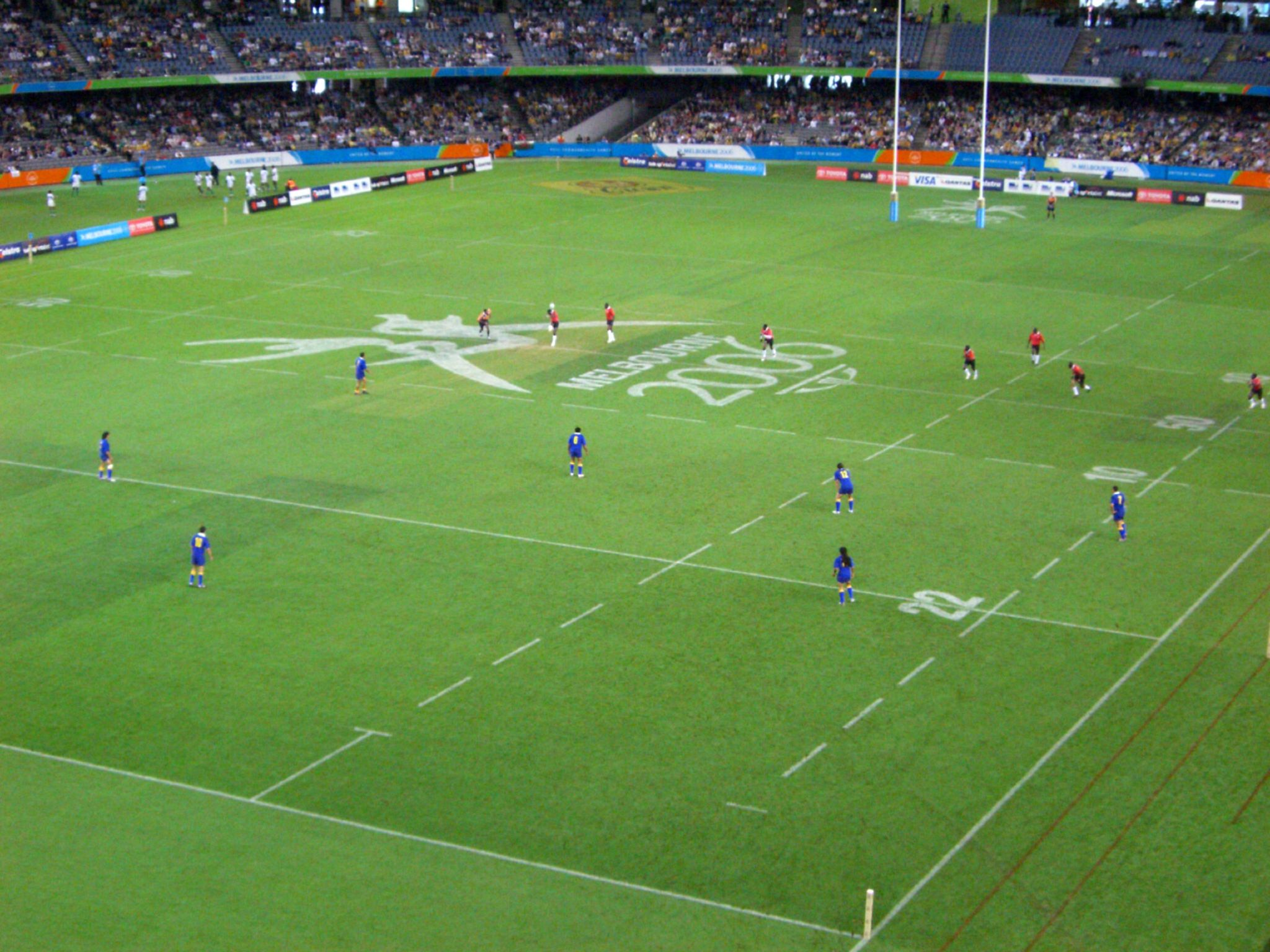
Uma partida de rugby sevens em Melbourne, Austrália nos Jogos da Comunidade de 2006.

## Regras

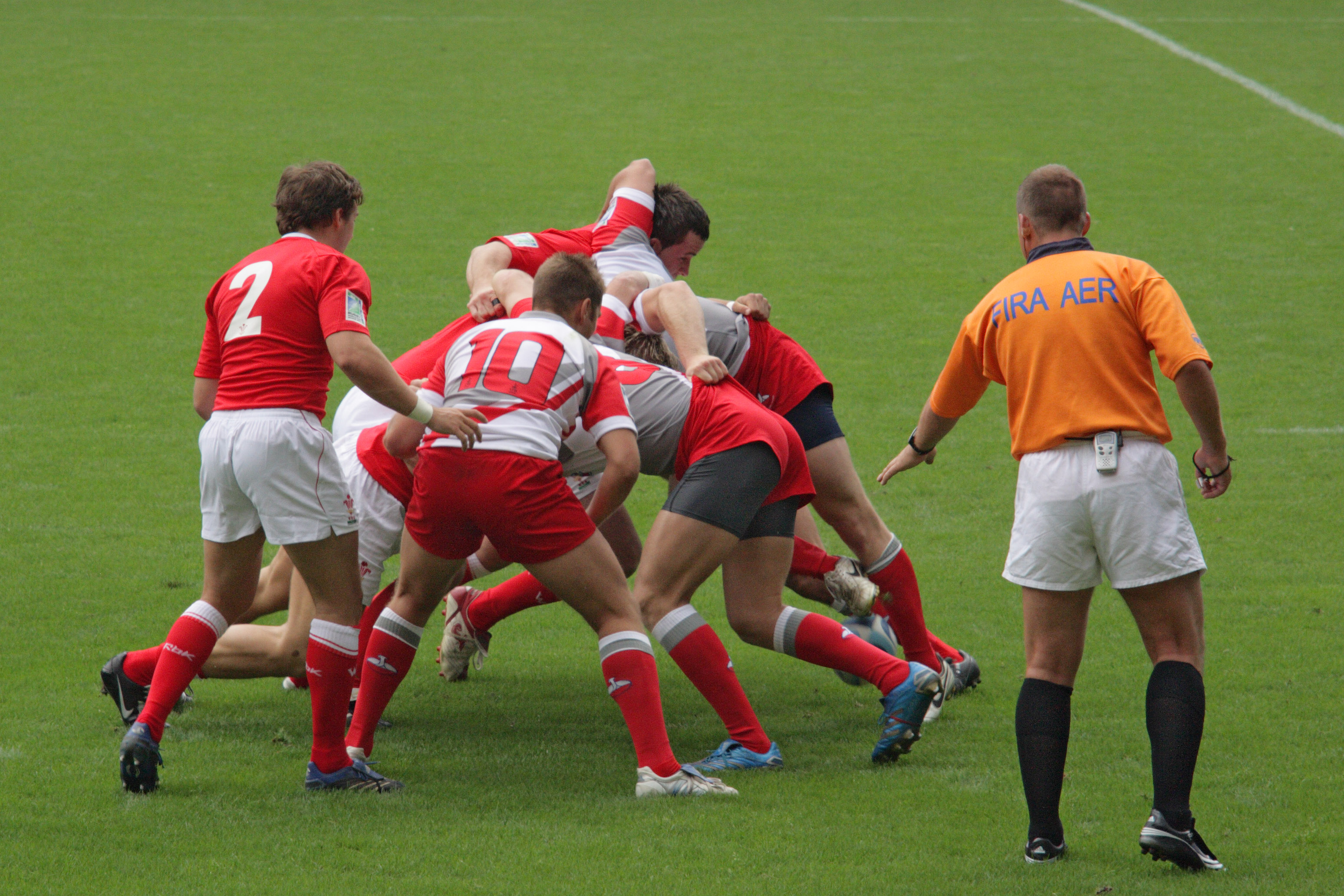
Scrum no rugby sevens é feito com 3 jogadores (ao invés de 8 no rugby XV).

### Diferenças em relação ao rugby XV
Entre as principais diferenças nas leis do jogo em relação ao rugby tradicional (ou Rugby XV) estão:
- 7 jogadores titulares (em vez de 15)
- 5 jogadores reservas (em vez de 7)
- 3 substituições por jogo (em vez de 7)
- Dois tempos de 7 minutos (em vez de 40)
- Prorrogação de 5 minutos (em vez de 20)
- 1 minuto de intervalo (em vez de 10 minutos)
- Conversões devem ser feitas 40 segundos após o try (em vez de 60 segundos)
- Conversões feitas via drop kick (em vez do place kick).
- 3 jogadores no scrum (em vez de 8)
- Cartões amarelos dão 2 minutos de suspensão (em vez de 10)

### Posições
- Azul: Avançados (forwards)
  - 1 - Pilar (prop)
  - 2 - Pilar (prop)
  - 4 - Talonador (hooker)
- Vermelho: Recuados (backwards)
  - 3 - Formação (scrum half)
  - 5 - Abertura (fly-half)
  - 6 - Centro (centre)
  - 7 - Ponta/zagueiro (winger/fullback)

## Principais competições

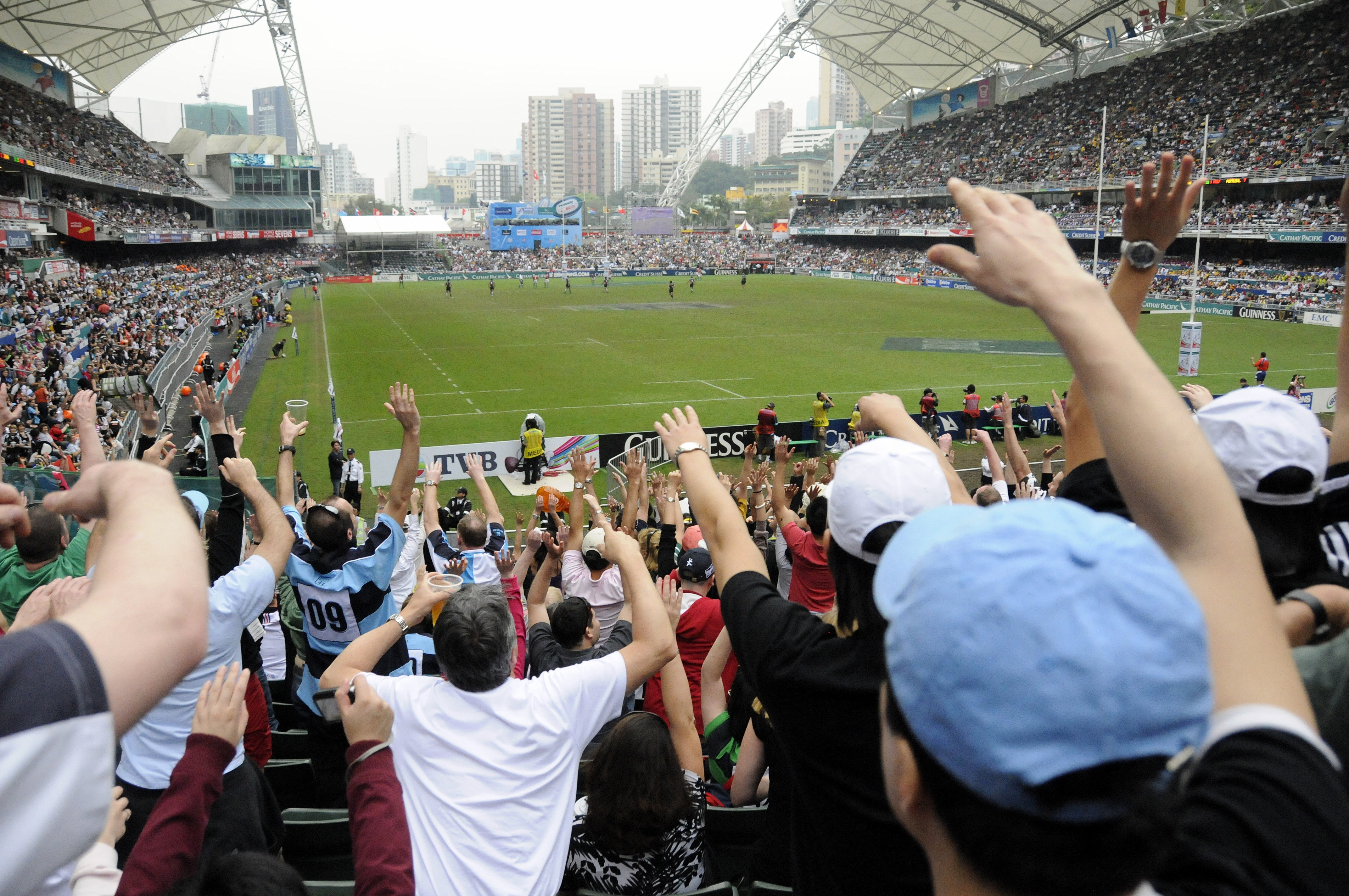
Hong Kong Sevens.

A principal competição é a Copa do Mundo de Rugby Sevens disputada a cada 4 anos. Também é disputado anualmente o circuito Sevens World Series com várias etapas disputadas em vários países dos cinco continentes.
O esporte também é representado no Jogos da Comunidade, nos Jogos Asiáticos e nos Jogos Pan-americanos. A categoria foi incluída nos Jogos Olímpicos de 2016.